# Hubble - 15 anni di scoperte
Hubble - 15 anni di scoperte (Hubble - 15 Years of Discovery) è un documentario scientifico del 2005, diretto da Lars Lindberg Christensen.

## Trama
Il documentario commemora i 15 anni operativi del Telescopio spaziale Hubble ed è stato prodotto dall'Agenzia Spaziale Europea (ESA) con la collaborazione di diversi enti scientifici e testate giornalistiche di tutta Europa (Accademia di Atene, Grecia, Eugenides Planetarium, Grecia, Eleftherotypia, Grecia, Planetario di Hamburgo, Germania, Sterne und Weltraum, Germania, Astronomie Heute, Germania, New Scientist, Regno Unito, ESPACE, Francia, Expresso, Portogallo, Tycho Brahe Planetarium, Danimarca, Danish National Space Centre, Danimarca, Politiken, Danimarca, Ursa Astronomical Association, Finlandia, L'Agenzia nazionale finlandese per la tecnologia, Finlandia, Centro Multimeios de Espinho, Portogallo, Fundação Navegar, Portogallo, Le Stelle, Italia, Zeiss Planetarium Vienna, Austria, DSC, Germania, Armagh Planetarium, Regno Unito, DeKoepel, Paesi Bassi e Veen Magazine, Paesi Bassi).
Il DVD, prodotto in formato europeo PAL, è sottotitolato in tutte le lingue dei paesi appartenenti al consorzio ESA.

## Distribuzione
Il documentario è stato pubblicato il 24 aprile 2005, nel giorno del quindicesimo anniversario del lancio del telescopio, avvenuto il 24 aprile 1990 con la missione Space Shuttle STS-31. La prima edizione fu pubblicata in 800 000 copie DVD distribuite in oltre ottanta centri scientifici in tutta Europa. Inoltre il film è stato diffuso in vari canali televisivi con più di 10 milioni di spettatori. Queste cifre lo rendono tra i film documentari più ampiamente distribuiti di sempre.